# What Women Want - Quello che le donne vogliono
What Women Want - Quello che le donne vogliono (What Women Want) è un film del 2000 diretto da Nancy Meyers e interpretato da Mel Gibson e Helen Hunt.

## Trama
Nick Marshall è pubblicitario in una nota agenzia di Chicago: sin dall'infanzia, grazie alla madre che faceva la ballerina a Las Vegas, ha una smodata passione per le donne ed è un incallito seduttore, anche di colleghe, è divorziato e padre di una figlia, Alex, ormai adolescente, con la quale ha un rapporto freddo.
Un giorno nella ditta entra, come nuovo direttore creativo (ruolo a cui Nick ambisce da sempre), l'affascinante e spregiudicata Darcy McGuire, che subito affida a tutti i suoi collaboratori un nuovo slogan per una campagna pubblicitaria, avente per motivo "potere alle donne".
Nick, accettando a stento l'invito di calarsi nella psicologia femminile, arriva addirittura a depilarsi e a vestire calze di nylon; scivolando però su dei sali da bagno sparsi sul pavimento, cade nella vasca colma d'acqua assieme all'asciugacapelli e prende la scossa, svenendo.
Quando si risveglia, scopre di aver assunto un potere "paranormale": riesce infatti a sentire ciò che tutte le donne pensano. Dapprima mortalmente spaventato, soprattutto perché scopre di essere in realtà odiato da quasi tutte le donne che conosce, si rivolge a una psicologa che lo esorta a non preoccuparsi del suo nuovo potere ma anzi a goderne, giacché entrare nella mente di una donna è stato sempre il sogno di ogni uomo, Freud compreso. Nick così comincia una nuova vita nella ditta, rubando mentalmente le idee a Darcy onde poterla far licenziare, ma allo stesso tempo se ne innamora perdutamente. Contemporaneamente, aiuta la figlia Alex nella scelta dell'abito per il ballo di fine anno, oltre a darle qualche "dritta" sentimentale, riconquistandone la stima da lungo tempo persa.
Alla fine Nick ottiene quel che vorrebbe: il posto di Darcy è finalmente suo ma egli, conscio di averle rubato le idee, decide di rivelarle tutto. Vuole mettere a posto le cose con le donne e sostiene la figlia Alex che non ha ceduto alle insistenze del suo fidanzato durante il ballo di fine anno, aiuta anche una sua dipendente, emarginata e silenziosa, offrendole un lavoro decisamente più importante della mansione che non la mette in luce, convinto che voglia tentare il suicidio. Recandosi a casa sua, nel quartiere cinese, è colpito dalla scarica di un fulmine che lo priva delle sue capacità telepatiche. Ma questo non farà differenza, Nick ha conquistato una sua autonomia e non ha più bisogno di sentire i pensieri delle donne per poterle capire. Dopo aver rivelato tutto a Darcy, la donna lo perdonerà e i due decideranno di incominciare una vita insieme.

## Distribuzione

### Divieti
Negli Stati Uniti d'America la MPAA ha classificato il film come visione consigliata fino a 13 anni solo in presenza di un adulto; può essere visionato liberamente a partire dai 14 anni per scene contenenti sessualità e per il linguaggio.

### Edizione italiana
La direzione del doppiaggio è di Manlio De Angelis e i dialoghi italiani sono curati da Elettra Caporello per conto della SEFIT-CDC.

## Accoglienza

### Incassi
Il film ha incassato un totale mondiale di 374111707 $.

### Critica
Sull'aggregatore di recensioni Rotten Tomatoes il film riceve il 54% delle recensioni professionali positive con un voto medio di 5,7 su 10 basato su 123 recensioni, mentre su Metacritic ha un punteggio di 47 su 100 basato su 33 recensioni.

## Riconoscimenti
- 2001 - Golden Globe
  - Nomination Miglior attore in un film commedia o musicale a Mel Gibson
- 2001 - Saturn Award
  - Nomination Miglior film fantasy
- 2000 - Satellite Award
  - Nomination Miglior attrice non protagonista in un film commedia o musicale a Marisa Tomei
- 2001 - Blockbuster Entertainment Awards
  - Miglior attrice in un film commedia/romantico a Helen Hunt
  - Nomination Miglior attore in un film commedia/romantico a Mel Gibson
  - Nomination Miglior attore non protagonista in un film commedia/romantico a Mark Feuerstein
  - Nomination Miglior attrice non protagonista in un film commedia/romantico a Marisa Tomei
- 2001 - Bogey Awards
  - Bogey Award in Platino
- 2001 - ASCAP Award
  - Top Box Office Films a Alan Silvestri
- 2001 - Artios Award
  - Nomination Miglior casting per un film commedia a Deborah Aquila e Howard Feuer
- 2001 - Young Artist Awards
  - Nomination Miglior attrice giovane non protagonista a Ashley Johnson
- 2001 - Golden Screen
  - Golden Screen
  - Golden Screen con una stella
- 2001 - GoldSpirit Awards
  - Nomination Miglior colonna sonora in un film commedia a Alan Silvestri

## Remake
Nel 2010 è stato realizzato un remake al femminile di produzione tedesca intitolato Mind the Man - Nella mente degli uomini, interpretato da Valerie Niehaus.
Nel 2011 è stato realizzato un remake di produzione cinese intitolato What Women Want, diretto da Daming Chen e interpretato da Andy Lau e Gong Li.
Nel 2019 è stato prodotto un altro remake al femminile col titolo What Men Want - Quello che gli uomini vogliono, diretto da Adam Shankman con protagonista Taraji P. Henson.